# Octave Hamelin
Octave Hamelin (* 22. Juli 1856 in Le Lion-d’Angers; † 11. September 1907 ertrunken in dem Fluss Courant d’Huchet) war ein französischer Philosoph und Vertreter des Neo-Hegelianismus in Frankreich.
Nach der Agrégation in Philosophie 1883 als Schüler von Charles Renouvier war Hamelin von 1884 an Professor an der Universität Bordeaux und von 1905 Chargé de cours an der Sorbonne. Einer seiner Schüler war der Anthropologe Marcel Mauss. Hamelin ist bei dem Versuch, seine beiden Nichten zu retten, 1907 ertrunken. Seine Schriften wurden daher größtenteils posthum herausgegeben.
Sein Hauptwerk Essai sur les éléments principaux de la représentation, als thèse an der Université de Paris neben einer thèse complémentaire, einer kommentierten Übersetzung des zweiten Buchs der Physik des Aristoteles, vorgelegt, ist eine Untersuchung der Gesamtheit der Kategorien. In seinen Arbeiten zu René Descartes und zu Aristoteles versuchte er, den Systemcharakter des jeweiligen Gesamtwerks aufzuweisen. Eine weitere Arbeit untersucht die Theorie des Intellekts (des Nous) bei Aristoteles und seinen Kommentatoren. Eine Vorlesung hat er den Vorsokratikern gewidmet.

## Schriften (Auswahl)
- Essai sur les éléments principaux de la représentation. Thèse présentée à la Faculté des Lettres de l’Université de Paris. F. Alcon, Paris 1907. Zweite Auflage von A. Darbon. F. Alcan, Paris 1925. – Rezension von A. Leclère, Revue internationale de l’enseignement 55, 1908, S. 368–370, (online)
- Aristote, Physique, II. Traduction et commentaire. Thèse complémentaire. F. Alcan, Paris 1907.
- Le système de Descartes. Publié par Léon Robin. Préface d’Émile Durkheim. F. Alcan, Paris 1911, zweite durchgesehene Auflage 1921.
- Le système d’Aristote. Publié par Léon Robin. F. Alcan, Paris 1920.
- Le Système de Renouvier. Publié par Paul Mouy, 1927.
- La Théorie de l’intellect d’après Aristote et ses commentateurs. Ouvrage publié avec une introduction par Edmond Barbotin. Vrin, Paris 1953, réédition 1981.
- Les philosophes présocratiques. (Cours de 1905–7, édité par Fernand Turlot). Association des publications près les universités de Strasbourg, 1978.
- Sur le De Fato. Publication et notes par Marcel Conche. Mégare 1978.